# Función binaria
En matemáticas, una función binaria (también llamada función bivariada o función de dos variables) es aquella que tiene dos variables como entradas.
Dicho con precisión, una función {\displaystyle f} es binaria si existen tres conjuntos {\displaystyle X,Y,Z} tales que:
{\displaystyle \,f\colon X\times Y\rightarrow Z}
donde {\displaystyle X\times Y} es el producto cartesiano de {\displaystyle X} e {\displaystyle Y.}

## Definiciones alternativas
En teoría de conjuntos, una función binaria se puede representar como un subconjunto del producto cartesiano {\displaystyle X\times Y\times Z}, donde {\displaystyle (x,y,z)} pertenece al subconjunto si y solo si {\displaystyle f(x,y)=z}.
Por el contrario, un subconjunto {\displaystyle R} define una función binaria si y solo si para cualquier {\displaystyle x\in X} e {\displaystyle y\in Y}, existe un único {\displaystyle z\in Z} tal que {\displaystyle (x,y,z)} pertenece a {\displaystyle R}.
Entonces, {\displaystyle f(x,y)} se define como este {\displaystyle z}.
Alternativamente, una función binaria puede interpretarse simplemente como una función de {\displaystyle X\times Y} a {\displaystyle Z}. Sin embargo, incluso cuando se piensa de esta manera, generalmente se escribe {\displaystyle f(x,y)} en lugar de {\displaystyle f((x,y))}. Es decir, se utiliza el mismo par de paréntesis para indicar tanto la función aplicación como la formación de un par ordenado.

## Ejemplos
La división de números enteros puede considerarse como una función. Si {\displaystyle \mathbb {Z} } es el conjunto de los números enteros, {\displaystyle \mathbb {N} ^{+}} es el conjunto de los números naturales (excepto cero) y {\displaystyle \mathbb {Q} } es el conjunto de los números racionales, entonces la división es una función binaria {\displaystyle f:\mathbb {Z} \times \mathbb {N} ^{+}\to \mathbb {Q} }.
En un espacio vectorial V sobre un cuerpo F, la multiplicación escalar es una función binaria. Un escalar a ∈ F se combina con un vector v ∈ V para producir un nuevo vector av ∈ V.
Otro ejemplo es el de los productos internos, o más generalmente, funciones de la forma {\displaystyle (x,y)\mapsto x^{\mathrm {T} }My}, donde x, y son vectores con valores reales de tamaño no impropio y M es una matriz. Si M es una matriz definida positiva, esta aplicación genera un espacio prehilbertiano.

## Funciones de dos variables reales
Las funciones cuyo dominio es un subconjunto de {\displaystyle \mathbb {R} ^{2}} a menudo también se denominan funciones de dos variables incluso si su dominio no forma un rectángulo y, por lo tanto, no es el producto cartesiano de dos conjuntos.

## Restricciones a las funciones ordinarias
A su vez, también se pueden generar funciones ordinarias de una variable a partir de una función binaria.
Dado cualquier elemento {\displaystyle x\in X}, existe una función {\displaystyle f^{x}}, o {\displaystyle f(x,\cdot )}, de {\displaystyle Y} a {\displaystyle Z}, dada por {\displaystyle f^{x}(y)=f(x,y)}.
De manera similar, dado cualquier elemento {\displaystyle y\in Y}, existe una función {\displaystyle f_{y}}, o {\displaystyle f(\cdot ,y)}, de {\displaystyle X} a {\displaystyle Z}, dada por {\displaystyle f_{y}(x)=f(x,y)}. En informática, esta identificación entre una función de {\displaystyle X\times Y} a {\displaystyle Z} y una función de {\displaystyle X} a {\displaystyle Z^{Y}}, donde {\displaystyle Z^{Y}} es el conjunto de todas las funciones de {\displaystyle Y} a {\displaystyle Z}, se llama currificación.

## Generalizaciones
Los diversos conceptos relacionados con funciones también se pueden generalizar a funciones binarias. Por ejemplo, en el caso de la división anterior es sobreyectiva porque cada número racional puede expresarse como un cociente de un número entero y un número natural.
Este ejemplo es inyectivo en cada entrada por separado, porque las funciones f x y f y son siempre inyectivas.
Sin embargo, no es inyectiva en ambas variables simultáneamente, porque (por ejemplo) f (2,4) = f (1,2).
También se pueden considerar funciones binarias "parciales", que pueden definirse solo para ciertos valores de las entradas.
Por ejemplo, en el caso de la división anterior también puede interpretarse como una función binaria parcial de Z y N a Q, donde N es el conjunto de todos los números naturales, incluido el cero.
Pero esta función no está definida cuando la segunda entrada es cero.
Una operación binaria es una función binaria donde los conjuntos X, Y y Z son todos iguales. Las operaciones binarias se utilizan a menudo para definir estructuras algebraicas.
En álgebra lineal, una transformación bilineal es una función binaria donde los conjuntos X, Y y Z son todos espacios vectoriales y las funciones derivadas f x y fy son todas aplicaciones lineales.
Una transformación bilineal, como cualquier función binaria, se puede interpretar como una función de X × Y a Z, pero esta función en general no será lineal.
Sin embargo, la transformación bilineal también se puede interpretar como una transformación lineal única mediante el producto tensorial {\displaystyle X\otimes Y} a Z.

## Generalizaciones a funciones ternarias y otras funciones
El concepto de función binaria se generaliza a función ternaria (o 3-aria), función cuaternaria (o 4-aria), o más generalmente a función n-aria para cualquier número natural n.
Una función 0-aria para Z viene dada simplemente por un elemento de Z.
También se puede definir una función A-aria, donde A es cualquier conjunto, y existe una entrada para cada elemento de A.

## Teoría de categorías
En teoría de categorías, las funciones n-arias se generalizan a morfismos n-arios en una multicategoría.
La interpretación de un morfismo n-ario como morfismos ordinarios cuyo dominio es algún tipo de producto de los dominios del morfismo n-ario original funcionará en una categoría monoidal.
La construcción de los morfismos derivados de una variable funcionará en una categoría monoidal cerrada.
La categoría de conjuntos es monoidal cerrada, pero también lo es la categoría de espacios vectoriales, dando la noción de transformación bilineal anterior.